# 드미트리어스 조예트

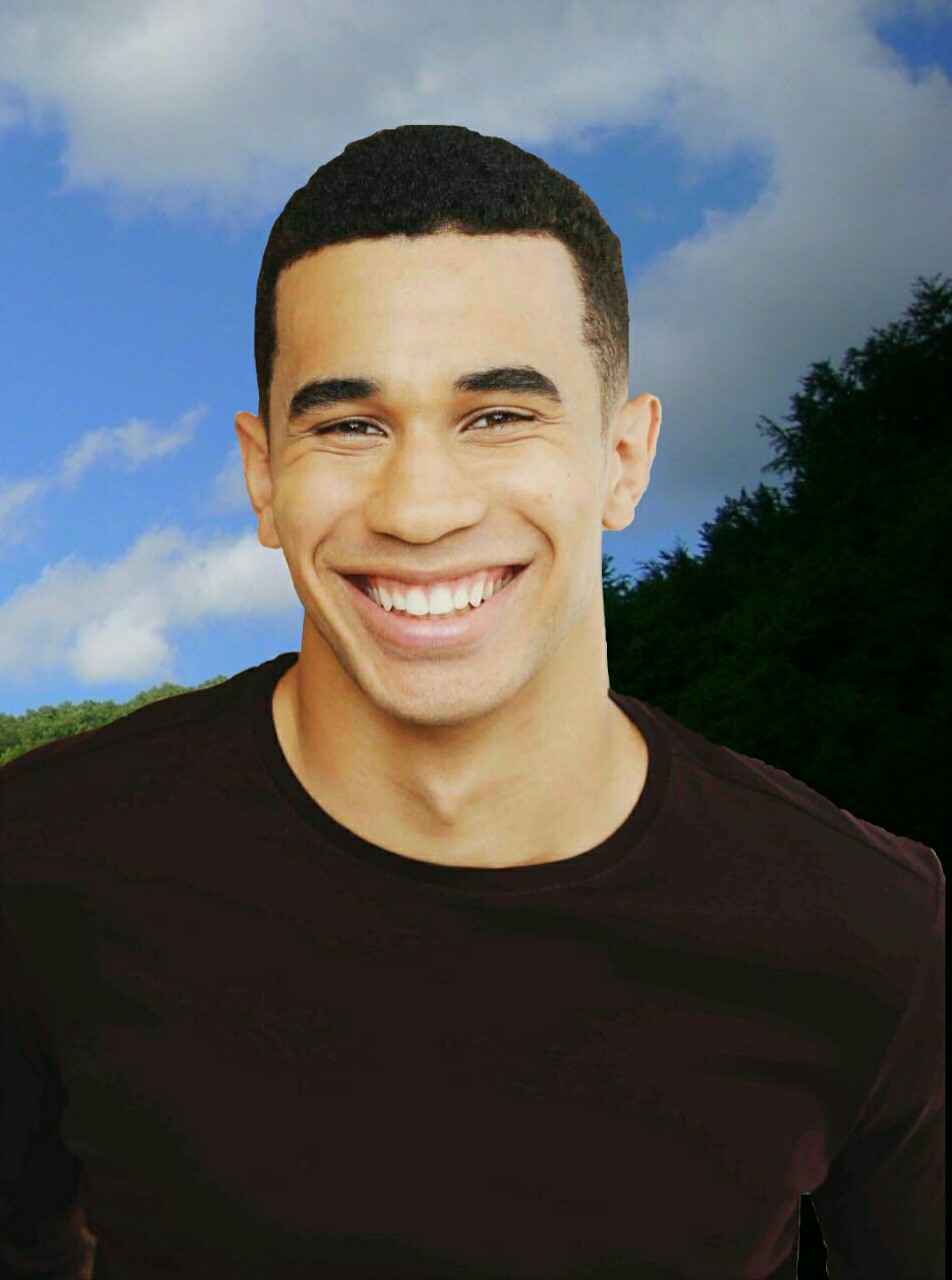

드미트리어스 조예트(Demetrius Joyette, 1993년 3월 14일~)는 캐나다의 텔레비전 배우, 영화배우, 배우이다.
토론토에서 태어났다.

## 영화
- 패시파이어(2005년)
- 블리자드(2003년)